# Palais Caracciolo di Melissano
Le palais Caracciolo di Melissano est un édifice monumental situé à Naples sur la colline de San Potito. 

## Histoire et description
Le bâtiment est une fondation du XVIIIe siècle et présente des similitudes avec d'autres édifices civils de la période conçus par Luca Vecchione ; à partir de là, il est possible d’attribuer le palais au même architecte, qui a toutefois été particulièrement actif entre les quartiers de Sanita et de Costigliola. 
Le palais est disposé sur trois étages plus une mezzanine et des boutiques; il a aussi une petite cour centrale.  Les fenêtres sont ornées de décorations organiques et de pignons triangulaires et convexes qui s'alternent, tandis que le portail en piperno consiste en un simple arc rond avec des pilastres ioniques, dérivé du portail du XVIIe siècle du Palazzo Terralavoro. 